# Hawthorneite
La hawthorneite è un minerale.